# Округ Гринли (Аризона)
Округ Гринли (енгл. Greenlee County) је округ у америчкој савезној држави Аризона. По попису из 2010. године број становника је 8.437. Седиште округа је град Клифтон.

## Демографија
Према попису становништва из 2010. у округу је живело 8.437 становника, што је 110 (1,3%) становника мање него 2000. године.
| Група             | 2000.         | 2010.         |
| Белци             | 4.604 (53,9%) | 4.054 (48,1%) |
| Афроамериканци    | 44 (0,5%)     | 89 (1,1%)     |
| Азијати           | 13 (0,2%)     | 46 (0,5%)     |
| Хиспаноамериканци | 3.681 (43,1%) | 4.040 (47,9%) |
| Укупно            | 8.547         | 8.437         |